# ShenWei
ShenWei (кит. 申威) — семейство микропроцессоров на архитектуре RISC, разработанных китайской компанией Jiāngnán Computing Lab (кит. 江南计算技术研究所) из Уси.

## История
Серия процессоров ShenWei разрабатывалась в основном для военных применений в КНР. Есть мнение, что оригинальная архитектура основывалась на некоторых идеях процессоров DEC Alpha. В частности считается, что SW-3 основан на Alpha 21164.

### ShenWei SW-1
- Первое поколение, 2006 год;
- Кристалл содержит одно ядро;
- Тактовая частота — 900 МГц;
- Техпроцесс — 130 нм, SMIC.

### ShenWei SW-2
- Второе поколение, 2008 год;
- Кристалл содержит два ядра;
- Тактовая частота — 1,4 ГГц;
- Техпроцесс — 130 нм, SMIC;
- Тепловыделение — до 70-100 Вт.

### ShenWei SW-3, SW1600
- Третье поколение, 2010 год;
- 16-ядерный, 64-битная RISC архитектура[3];
- Тактовая частота — 975—1200 МГц[3];
- Техпроцесс — 65 нм;
- Общая[уточнить]  производительность чипа при вычислениях с плавающей запятой — 140,8 GFLOPS на частоте 1,1 ГГц;
  - Производительность одного ядра — 8 операций над числами с плавающей запятой за 1 такт[4];
- Контроллер оперативной памяти:
  - Максимальный объем — 16 ГБ;
  - Пиковая пропускная способность — 68 ГБ/с;
  - Четыре канала;
  - 128-битный DDR3;
- Суперскалярный процессор, до 4 инструкций за такт;
- Два целочисленных и два для операций с плавающей точкой исполнительных устройства;
- Целочисленный конвейер имеет 7 стадий, конвейер чисел с плавающей точкой — 10 стадий;
- 43-битная виртуальная адресация, 40-битная физическая адресация;
  - Поддержка до 8 ТБ виртуальной памяти, до 1 ТБ - физической;
- Кэш L1: 8 КБ для инструкций, 8 КБ для данных[3];
- Кэш L2: 96 КБ[3];
- 128-битная системная шина[2].

Создан в рамках совместного проекта Jiāngnán Computing Research Lab и «High Performance Server & Storage Technologies» (кит. 高效能服务器和存储技术).
SW1600 (SW-3) применен в массово-параллельном суперкомпьютере Sunway BlueLight (кит. 神威蓝光), который в ноябре 2011 года занял 14 место в рейтинге TOP500.
BlueLight конструктивно состоит из 9 стоек, использует 8704 процессоров SW1600 (975 МГц), сгруппированных в 34 суперузла (Super Nodes). Каждый суперузел состоит из 256 вычислительных узлов. В стойке — 4 суперузла. В каждом RackUnit установлено 4 процессорные платы, по 2 процессора на каждой. Производительности 795,9 TFLOPS в тесте LINPACK. Энергопотребление 1074 кВт (1 МВт). Использует исключительно водяное охлаждение. Сетевая подсистема построена на базе InfiniBand QDR.

### Sunway SW26010
- Четвёртое поколение, 2016;
- 64-битная RISC архитектура;
- Тактовая частота — 1,45 ГГц;
- Многоядерная архитектура, состоит из 4 процессинговых кластеров, каждый из которых содержит 64 легковесных вычислительных RISC-ядра общего назначения и одно управляющее RISC-ядро, соединённые между собой посредством сети-на-кристалле[англ.][10][11].

SW26010 применяется в суперкомпьютере Sunway TaihuLight, который лидировал в рейтинге TOP500 с ноября 2016 по июнь 2018 года, в конце уступив суперкомпьютеру Summit от IBM.
TaihuLight использует 40 960 процессоров SW26010 для получения производительности 93,01 PFLOPS в тесте LINPACK.